# Mineirão
Estádio Governador Magalhães Pinto (i folkemunde Mineirão) er et fodboldstadion i Belo Horizonte i delstaten Minas Gerais i Brasilien. Stadionet er hjemmebanen for Cruzeiro Esporte Clube og bruges også i internationale sammenhænge, som FIFA Confederations Cup 2013 og VM i fodbold 2014. 
Bygningen af stadionet blev påbegyndt efter at Estádio Independência, som blev bygget til VM i fodbold 1950 blev fundet for lille og for upassende for pressen. Finansieringen af Estádio Governador Magalhães Pinto foregik via lotteri og lån, og medførte at bygningen tog tid. Opbygningen startede i 1959, og blev ikke færdig før i 1965. I anledning at den blev valgt ud til VM i 2014, blev den renoveret, og stod færdig 21. december 2012. Det har en kapacitet på 62.160. Stadionet er efter VM i fodbold 2014 blevet kendt for at være stedet, hvor en af de mest spektakulære kampe i VM-historien fandt sted. Den 8. juli 2014 blev værterne fra Brasilien besejret med 1-7 af Tyskland i semifinalen. Denne kamp var grundlaget for det navn man gav Brasiliens præstation, nemlig "Mineirazo" (Efter Maracanzo fra 1950 hvor Brasilien tabte finalen 1-2 til Uruguay). 